# Reguli de achiziție (Star Trek: Deep Space Nine)
„Reguli de achiziție” este cel de-al 27-lea episod din serialul american de televiziune științifico-fantastic Star Trek: Deep Space Nine. Este al șaptelea episod al celui de-al doilea sezon.
Plasat în secolul al XXIV-lea, serialul urmărește aventurile de pe Deep Space Nine, o stație spațială situată în apropierea unei găuri de vierme stabile între cadranele Alfa și Gamma ale galaxiei Calea Lactee, în apropierea planetei Bajor. Acesta este unul dintre cele câteva episoade care se concentrează pe ferengi, o specie extraterestră cunoscută pentru devotamentul lor față de obținerea de profit, explorând normele lor sociale sexiste. În acest episod, barmanul ferengi de pe Deep Space Nine, Quark, este trimis să stabilească o prezență comercială ferengi în cuadrantul Gamma, ajutat de Pel - o femeie ferengi care se deghizează în bărbat pentru a i se permite să se lucreze în afaceri.
Titlul episodului se referă la Regulile de achiziție, un set de aforisme despre care se spune că guvernează practicile de afaceri ferengi, dintre care câteva sunt citate în episod.

## Prezentare
Marele Nagus Zek, liderul ferengi, intenționează să stabilească o prezență comercială în cuadrantul Gamma. Zek îl numește pe Quark ca reprezentant al său pentru a negocia cu o specie numită Dosi; Quark îl roagă pe Pel, unul dintre angajații săi, să îl asiste. Pel se dovedește a fi un asistent valoros; totuși, fără ca Quark să știe, Pel este o femeie. Femelele ferengi nu au voie să poarte haine, să câștige bani sau să călătorească, așa că ea este forțată să-și țină identitatea secretă. Între timp, Pel începe să se îndrăgostească de Quark. Îi mărturisește secretul ei ofițerului științific al Deep Space Nine, Jadzia Dax.
Quark și Pel cer să cumpere 10.000 de cuve de vin de tulaberry de la Dosi. Ei sunt pe punctul de a încheia o înțelegere când Zek îl informează pe Quark că vrea 100.000 de cuve. Dosi renunță la înțelegere. Quark și Pel îi urmăresc până pe planeta lor natală, unde află că 100.000 de cuve reprezintă mai mult vin tulaberry decât există pe planetă. Un Dosi se oferă să îi pună în contact cu o altă rasă, Karemma, membră a ceea ce ea numește Dominion. Quark și Pel își dau seama de adevăratele intenții ale lui Zek: el nu este interesat de vinul tulaberry; vrea să afle despre Dominion.
Quark și Pel se întorc pe DS9. În timp ce erau plecați, fratele lui Quark, Rom, gelos pe preferința lui Quark pentru Pel în locul lui, a descoperit adevărata identitate a lui Pel. Îi spune lui Quark, care își dă seama că și-ar putea ruina cariera dacă s-ar afla că a făcut afaceri cu o femeie. Quark o înfruntă pe Pel, oferindu-i bani pentru a pleca și a începe o viață nouă, pentru a o salva pe ea și pe el însuși de pedeapsă. Pel își mărturisește sentimentele pentru Quark și îl imploră să vină cu ea în cuadrantul Gamma, unde nimeni nu s-ar supăra că este o femeie ferengi care face profit. Quark refuză, deși are și el sentimente pentru Pel.
La o cină de sărbătorire a succesului negocierilor lui Quark, Pel își dezvăluie identitatea lui Zek. Zek îi amenință pe Pel și pe Quark cu închisoarea, dar Quark o apără pe Pel observând că Zek însuși a permis fără să știe că o femeie ferengi l-a reprezentat. Dându-și seama că au fost cu toții induși în eroare, ei decid să păstreze secretă identitatea lui Pel. După ce își ia rămas bun din inimă de la Quark, Pel pleacă pentru a începe o nouă viață în cuadrantul Gamma. Ceva mai târziu, Dax comentează că Quark îi va simți lipsa lui Pel, deși acesta încearcă să nege acest lucru.